# ビオット
ビオット （Biot）は、フランス、プロヴァンス＝アルプ＝コート・ダジュール地域圏、アルプ＝マリティーム県のコミューン。

## 地理
ビオットはカンヌとニースの中間にあり、アンティーブに近接する。ビオットは、アンティーブ、ムージャン、ヴァルボンヌ、ヴァロリスとともにテクノポールであるソフィア・アンティポリスを形成する。
ビオットはかつての休火山の場所にあると見られるか、村が最大の火山の近くに位置していたと考えられる。南アルプスの領域が実際に古代のテクトニック断層であるという事実からである。さらに、大規模に人が定住する前の土地で火山岩が発見されている。

## 経済
粘土、砂、マンガンが豊富に採れ、石窯があり、ビオットの製陶はその良い条件を長く維持してきた。18世紀半ばまで、ビオットの陶器は高い評判を享受し、マルセイユやアンティーブの港を介して広く輸出されてきた。今日、いくつかの窯が陶器だけでなく、装飾された磁器、銀食器を作っている。1960年代以降、1956年にビオットにガラス工業がもたらされ、ビオットの評判が高まった。

## 歴史
アルプ＝マリティーム県の他の自治体と同じように、ビオットの領土は先史時代の定住地の遺構をもたらした。最も多いのはローマ時代である。紀元前2世紀、ビオの地はリグリア人に属する集団デセアテス族（Décéates）が支配していた。多くの遺跡が、ギリシャ人が通過したことを証明している。紀元前154年にローマのコンスル、クイントゥス・オピミウスのデセアテス族とオクシビアン族（Oxybiens）への介入に伴い、ビオットの土地はアンティポリス（現在のアンティーブ）の配下に下り、古代後期までそのままであった。
1209年、プロヴァンス伯アルフォンス2世は、ビオットの土地をテンプル騎士団へ寄進した。ビオットはプロヴァンスの他の地域と同様、14世紀後半に黒死病や傭兵団によって荒らされた。村は1387年に兵士たちによって破壊された。
1470年、ルネ・ダンジューは、オネイユ谷から50世帯を呼び寄せビオットの村をつくった。

## 人口統計
| 1962年 | 1968年 | 1975年 | 1982年 | 1990年 | 1999年 | 2007年 |
| ------ | ------ | ------ | ------ | ------ | ------ | ------ |
| 2048   | 2656   | 2745   | 3680   | 5575   | 7411   | 8995   |

参照元:1962年までCassini de l'EHESS、1968年以降INSEE · 

## 姉妹都市
- ヴェルナンテ、イタリア
- タコマ、アメリカ合衆国

## ゆかりの人物
- クロード・オータン＝ララ - 一時居住
- レイモン・ペイネ - 一時居住
- フェルナン・レジェ - 一時居住